# Vaso Jovanović
Vaso Jovanović, cyr. Васо Јовановић (ur. 11 stycznia 1915 w Rogami, niedaleko Podgoricy, zm. 4 grudnia 2013 w Belgradzie) – generał pułkownik Jugosłowiańskiej Armii Ludowej, uczestnik II wojny światowej. Pochowany został wraz ze swą żoną Nedą Jovanović (1924–2016) w Alei Zasłużonych na Nowym Cmentarzu w Belgradzie.

## Ordery i odznaczenia
- Order Krzyża Grunwaldu II Klasy (Polska – 11 października 1946 – za zasługi położone w walkach z niemieckim okupantem o Wolność i Demokrację Narodów Słowiańskich)[1][2]
- Order Flagi Jugosłowiańskiej I Klasy (Jugosławia)
- Order Partyzanckiej Gwiazdy I Klasy (Jugosławia – 25 września 1944)
- Order Braterstwa i Jedności II Klasy (Jugosławia – 7 maja 1947)
- Order Zasługi dla Ludu III Klasy (Jugosławia)
- Order za Odwagę (Jugosławia – dwukrotnie)
- Medal Pamiątkowy Partyzantów 1941 (Jugosławia)
- Medal 10-lecia Ludowej Armii Jugosłowiańskiej (Jugosławia – 1951)
- Medal 20-lecia Ludowej Armii Jugosłowiańskiej (Jugosławia – 1961)
- Medal 30-lecia Ludowej Armii Jugosłowiańskiej (Jugosławia – 1971)
- Medal 30-lecia Zwycięstwa nad Faszyzmem (Jugosławia – 1975)
- Order Kutuzowa II Klasy (ZSRR – 3 września 1944)
- Medal jubileuszowy „Trzydziestolecia zwycięstwa w Wielkiej Wojnie Ojczyźnianej 1941–1945” (ZSRR – 1975)
- Medal jubileuszowy „50-lecia zwycięstwa w Wielkiej Wojnie Ojczyźnianej 1941–1945” (Rosja – 1995)
- Czechosłowacki Order Wojskowy za Wolność I Klasy (Czechosłowacja – 15 marca 1948)
- Medal "Wojna Ojczyźniana 1944-1945" (Bułgaria)